# Infoshop

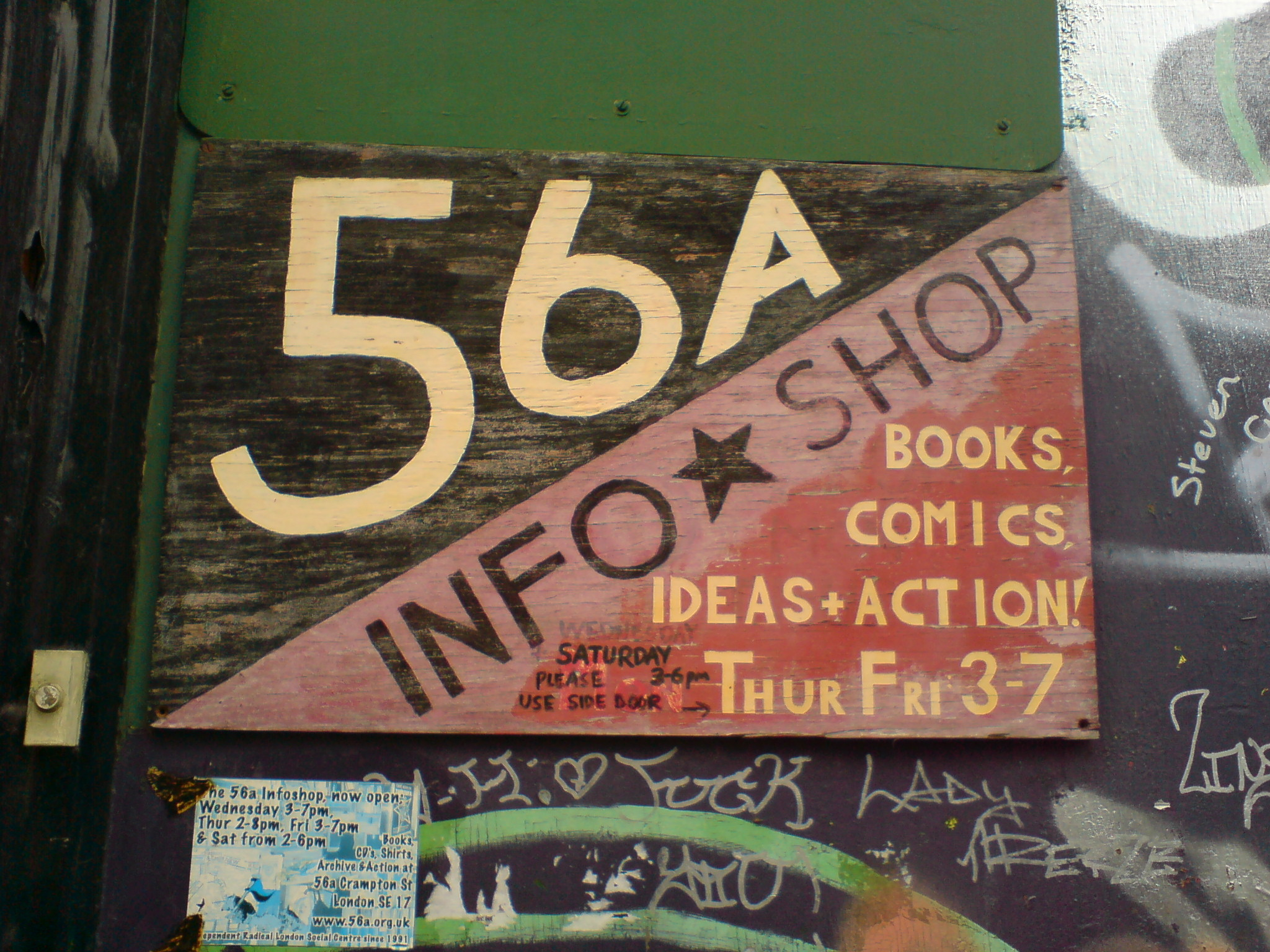
Insegna del
56a Infoshop di Londra

Un infoshop è uno spazio che funge da punto di ritrovo e negozio per coloro che promulgano idee anarchiche. 

## Etimologia
"Infoshop" è una parola macedonia composta dalle parole inglesi information (lett. "informazione") e shop (lett. "negozio").

## Descrizione
L'infoshop nasce come punto di ritrovo per chi condivide idee anarchiche e vuole essere a conoscenza di iniziative sociopolitiche di tale orientamento politico in un dato contesto geografico. All'interno dell'infoshop vengono organizzati eventi sul tema della politica, tra cui raduni e raccolte fondi. All'interno di un infoshop è possibile reperire volantini, poster, zine, pamphlet e libri divulgativi; per diffondere le sue idee e iniziative tramite questi media, un infoshop può infatti dotarsi di computer, fotocopiatrici e/o stampanti. Nello stesso è possibile acquistare oggetti ricreativi, tra cui dischi musicali e t-shirt. Secondo l'accademico Chris Atton, l'infoshop è un «forum dedicato ad attività culturali, economiche, politiche e sociali alternative».